# Гиотопулос, Александрос
Александрос Гиотопулос (греч. Αλέξανδρος Γιωτόπουλος, англ. Alexandros Giotopoulos, род. 1944, Париж) — греческий марксист, профессор-экономист, руководитель городской партизанской организации «17 ноября». Сын Димитриса Гиотопулоса.

## Биография
Родился в 1944 году в Париже, куда его семья была вынуждена уехать от диктатуры И. Метаксаса. Отец Александроса, Димитрис Гиотопулос, был видным греческим троцкистом и личным секретарем Л. Д. Троцкого. В 1947 году Александрос вернулся в Грецию, однако, после военного переворота и установления диктатуры черных полковников, вынужден в 1967 году бежать во Францию.
В Париже он продолжает свою исследовательскую деятельность и работает совместно с другими беженцами, в том числе с известным марксистским теоретиком Никосом Пуланзасом. С началом студенческих протестов в 1968 году, Гиотопулос все более интересуется вооруженной борьбой. Из греческих беженцев организует троцкистскую группу «29 мая» и начинает поддерживать левое подполье в Греции.
Во второй половине 70-х становится одним из создателей Революционной Организации «17 ноября». 18 июля 2002 года Гиотопулос был арестован после допросов его товарища по организации. 17 ноября 2003 года он был приговорен к 21 пожизненному заключению. После пересмотра приговора в мае 2007 года срок был сокращен до 17 пожизненных, а само рассмотрение дела, начавшееся в декабре 2005 года продлилось 246 дней. Во время процесса Александросу Гиотопулосу оказывали поддержку Ален Кривин и Пьер Видаль-Наке.